# Ronen Ginzburg
Ronen Ginzburg (* 19. září 1963 Tel Aviv) je izraelsko-český basketbalový trenér.

## Kariéra
V letech 1981 až 1995 hrál za izraelský celek Beitar Tel Aviv. Poté šest let trénoval v několika izraelských klubech (Bnei Herzlija, Ramat Hašaron, Bnei Hašaron, Maccabi Givat Šmuel).
V roce 2006 nastoupil jako asistent trenéra Muliho Katzurina do českého klubu ČEZ Basketball Nymburk. V roce 2011 zde přešel na pozici hlavního kouče. Přispěl tak k zisku sedmi mistrovských titulů a sedmi českých pohárů. Významných úspěchů dosáhl i v Eurocupu, Adriatické lize a VTB Lize.
V závěru roku 2013 se stal trenérem českého reprezentačního týmu, v této pozici vystřídal Pavla Budínského. Pod jeho vedením obsadila česká reprezentace v roce 2019 na mistrovství světa v Číně 6. místo, a dosáhla tak historického úspěchu.
27. října 2020 získal české občanství, proces získání českého pasu dokončil slibem na Libeňském zámku v Praze.